# Villa Stotz

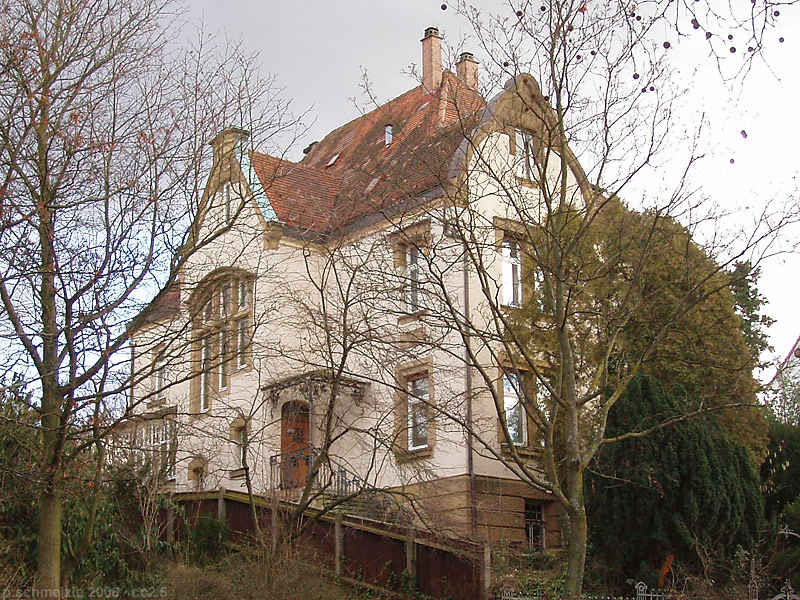
Villa Stotz

Die Villa Stotz in der Charlottenstraße 31 in Heilbronn wurde 1905 nach Plänen der Architekten Kappler und Beckmann aus Heilbronn errichtet. Bauherr war der Rentier August Stotz.

## Beschreibung
Die Villa weist einerseits noch historisierende Elemente wie romanisierende Zwillingsfenster in den geschweiften Giebeln mit Voluten, gebündelte Säulen und Werksteinquader an den Veranden sowie einen Zwerchgiebel und ein barockisierendes Fenster im Treppenhaus auf, andererseits aber auch Merkmale des Jugendstils. In der Denkmaltopographie Baden-Württemberg wird hier insbesondere die „klare, knappe und konzentrierte Behandlung der verputzten Wandflächen“ genannt.

## Geschichte
1950 gehörte die Villa dem Holzhändler Emil Knobloch, der darin noch fünf Wohnungen vermietet hatte. 1961 war die Witwe Johanna Knobloch im Besitz der Villa, außerdem werden noch drei Mietparteien genannt.